# スアンソン・プラディパット駅
スアンソン・プラディパット駅（スアンソン・プラディパットえき、タイ語:th:สวนสนประดิพัทธ์）は、タイ王国中部プラチュワップキーリーカン県フワヒン郡にある、タイ国有鉄道南本線の駅である。

## 概要
スアンソン・プラディパット駅は、タイ王国南部プラチュワップキーリーカン県の人口約12万人が暮らすフワヒン郡の東端に位置する。当駅の直近には、タイランド湾に面した砂浜（スアンソン・プラディパット・ビーチ）が広がる。
北方のフワヒン空港に至る線路周辺は、宿泊施設などリゾート施設が密集しており、当駅の北側には線路で隔てられたゴルフクラブが隣接し、専用地下通路が東西を結んでいる。
一方、当駅一帯は下士官学校など軍施設が駅西側にみられるように、もともとタイ王国陸軍と関りが深い土地でもある。駅そばの砂浜にしても軍管轄下におかれ、軍関係者の保養所として整備されたという経緯があり、外国人観光客も利用可能でありつつ風紀が保たれている。
定期旅客列車は長距離便がすべて通過し、普通列車が一日に3往復（うち1往復は当駅で折り返す）のみが停車する。ただし、週末に運転される観光列車の終着駅になっている。
なおバンコクからの所要時間は、フワランポーン駅発着の観光列車で約4時間ないし約4時間半、トンブリー駅発着の普通列車で4時間半ないし5時間程度である。
上記の週末観光列車とは別に、臨時列車が停車する場合もある。2024年6月にはKIHA183による観光ツアーに初めて当駅が組み込まれた。

## 歴史
タイ国有鉄道南本線の延伸により当駅を含む区間は1914年6月1日に開業したが、当駅の開業日は定かでない。開業当初は停車場として設置され、複線化工事着工前には現存駅ホームの南寄りに、踏切に隣接した1面1線のホームが備わっていた。
南本線複線化工事完成（暫定）を控えホーム拡張が実施され、2023年に有人駅に昇格し、手荷物扱いを開始した。反面、駅舎すなわち改札が従前隣接していた踏切より遠ざかったことに不満を訴える声もあった。なお、駅そばの踏切は跨線橋と歩行者用地下通路の完成により取り壊されている。また複線化によるダイヤ改正により、フワヒン駅止まりの普通列車が当駅まで運転区間延長したことで停車列車が2往復から3往復に増えた。
- 1914年6月1日  - ワンポン - プラチュアップキーリーカン間開業。
- 2023年（日付不明） - 停車場から昇格。

  - 12月15日 - 複線化完成[5]

## 駅構造
単式及び島式1面の複合型ホーム2面3線をもつ地上駅である。南本線複線化事業にともない設置された駅舎は西側の1番線ホームに隣接している。